# Tunel Opera
Tunelový komplex Opera (norsky Operatunnelen) je dálniční tunel pod centrem Oslo mezi Filipstad na západě a Ryen na východě. Tunel se skládá ze čtyř dílčích tunelů postavených v různých obdobích. Od západu na východ jsou to tunely Festning a Bjørvika, které jsou součástí evropské silnice E18, a tunely Ekeberg a Svartdal, které tvoří větev evropské silnice E6. Mezi tunelem Bjørvika a tunelem Ekeberg se nachází 111 metrů dlouhý úsek na volném prostranství. Značená délka je 5 767 m a tunely mají dohromady délku 15 938 m.
Otevření tunelu
Tunel byl otevřen 20. září 2010, kdy byl otevřen tunel Bjørvika a všechny tunely byly spojeny do tunelového komplexu Opera, který odvádí průjezdnou dopravu z centra Osla.
   Tunel Festning byl otevřen v roce 1990.
   Tunel Ekeberg byl otevřen v roce 1995.
   Tunel Svartdal byl otevřen v roce 2000.
   Tunel Bjørvika/ Tunel Opera slavnostně otevřel král Harald V. dne 17. září 2010.
Název Opera Tunnel byl vybrán v anketě čtenářů novin Aften.